# Liste von Museen für Ur- und Frühgeschichte
Ein Museum für Urgeschichte, Vorgeschichte oder Frühgeschichte ist ein   historisches Museum mit dem Fachgebiet Urgeschichte und/oder Vor- und Frühgeschichte unter anthropologisch-archäologischen Gesichtspunkten. Aufgenommen sind auch einige bedeutende Sammlungen allgemeiner geschichtlicher oder archäologischer Museen und anderer Institutionen.
Spezialmuseen siehe Archäologische Museen: nach Spezialgebiet, dort auch allgemeinere Sammlungen

## Liste

### Deutschland
| Institution | Ort                   | Bundesland             |
| --- | --------------------- | ---------------------- |
| Archäologisches Landesmuseum Mecklenburg-Vorpommern seit 1992 geschlossen, 2006 abgeschafft, Neugründung vorgesehen | Schwerin              | Mecklenburg-Vorpommern |
| Archäologisches Museum Colombischlössle                                                                             | Freiburg im Breisgau  | Baden-Württemberg      |
| Archäologisches Museum Frankfurt                                                                                    | Frankfurt am Main     | Hessen                 |
| Archäologisches Freilichtmuseum Oerlinghausen                                                                       | Oerlinghausen         | Nordrhein-Westfalen    |
| Federseemuseum | Bad Buchau            | Baden-Württemberg      |
| Landesmuseum für Vorgeschichte Dresden                                                                              | Dresden               | Sachsen                |
| Landesmuseum für Vorgeschichte (Halle)                                                                              | Halle                 | Sachsen-Anhalt         |
| MONREPOS Archäologisches Forschungszentrum und Museum für menschliche Verhaltensentwicklung                         | Neuwied               | Rheinland-Pfalz        |
| Museum für Naturkunde und Vorgeschichte                                                                             | Dessau-Roßlau         | Sachsen-Anhalt         |
| Museum für Ur- und Frühgeschichte auf der Willibaldsburg                                                            | Eichstätt             | Bayern                 |
| Museum für Ur- und Frühgeschichte Frauwalde                                                                         | Lossatal              | Sachsen                |
| Museum für Ur- und Frühgeschichte Thüringens                                                                        | Weimar                | Thüringen              |
| Museum für Ur- und Frühgeschichte Wasserschloss Werdringen                                                          | Hagen                 | Nordrhein-Westfalen    |
| Museum für Vor- und Frühgeschichte (Balve)                                                                          | Balve                 | Nordrhein-Westfalen    |
| Museum für Vor- und Frühgeschichte (Berlin)                                                                         | Berlin                | Berlin                 |
| Museum für Vor- und Frühgeschichte Gunzenhausen                                                                     | Gunzenhausen          | Bayern                 |
| Museum für Vor- und Frühgeschichte (Köln)                                                                           | Köln                  | Nordrhein-Westfalen    |
| Museum für Vor- und Frühgeschichte (Saarbrücken)                                                                    | Saarbrücken           | Saarland               |
| Neanderthal Museum                                                                                                  | Mettmann              | Nordrhein-Westfalen    |
| Pfahlbaumuseum Unteruhldingen                                                                                       | Uhldingen-Mühlhofen   | Baden-Württemberg      |
| Sammlung Ur- und Frühgeschichte der Universität Leipzig                                                             | Leipzig               | Sachsen                |
| Steinsburgmuseum | Römhild               | Thüringen              |
| Steinzeithaus Randau                                                                                                | Magdeburg             | Sachsen-Anhalt         |
| Urgeschichtliches Museum Blaubeuren                                                                                 | Blaubeuren            | Baden-Württemberg      |
| Urmensch-Museum | Steinheim an der Murr | Baden-Württemberg      |
| Ur- und frühgeschichtliche Sammlung der Universität Jena                                                            | Jena                  | Thüringen              |
| Fundreich Thalmässing                                                                                               | Thalmässing           | Bayern                 |

### Nachbarländer
| Institution                                              | Ort                | Land       |
| -------------------------------------------------------- | ------------------ | ---------- |
| Hjemsted Oldtidspark                                     | Skærbæk            | Dänemark   |
| Kantonales Museum für Urgeschichte                       | Zug                | Schweiz    |
| Laténium                                                 | Hauterive          | Schweiz    |
| Museo Nazionale Preistorico Etnografico „Luigi Pigorini“ | Rom                | Italien    |
| Museum für Urgeschichte Koblach                          | Koblach            | Österreich |
| Museum für Urgeschichte des Landes Niederösterreich      | Asparn an der Zaya | Österreich |
| Museum für Ur- und Frühgeschichte Schloss Wieselburg     | Wieselburg         | Österreich |
| Museum Moesgård                                          | Aarhus             | Dänemark   |
| Neandertalermuseum                                       | Krapina            | Kroatien   |
| Pfahlbaumuseum Lüscherz                                  | Lüscherz           | Schweiz    |
| Südtiroler Archäologiemuseum                             | Bozen              | Italien    |